# Shark Bites and Dog Fights
Shark Bites and Dog Fights è il terzo album in studio del gruppo musicale gallese Skindred, pubblicato nel 2009.

## Tracce
Testi e musiche di Skindred, tranne dove indicato.
1. Stand for Something – 4:06
2. You Can't Stop It – 3:53
3. Electric Avenue (Eddy Grant cover) – 3:10 (Eddy Grant)
4. Calling All Stations – 3:34
5. Corrupted – 3:36
6. Who Are You? – 5:04
7. Days Like These – 3:36
8. Invincible – 3:58

## Formazione
- Clive "Benji" Webbe – voce
- Michael John "Mikeydemus" Fry – chitarra
- Daniel Pugsley – basso, elettronica
- Arya "Dirty Arya" Goggin – batteria